# 祁重喜
祁重喜（1985年10月6日—），湖北省武汉市人，中国足球运动员，司职中场，目前效力于中国业余联赛球队湖北华创。

## 球员生涯
祁重喜出自于三峡大学足球队。2005年代表湖北队参加十运会足球比赛取得第四名的成绩
2006年祁重喜加盟东莞联华参加港甲联赛。
2008下半年年祁重喜回到参加中乙的三大康天，并帮助球队取得中乙联赛第三名的成绩。2011年，祁重喜离开职业赛场加盟武汉宏兴转战业余联赛。2017年由于武汉宏兴被取消参赛资格，祁重喜加盟武汉楚风合力，并担任球队领队兼球员。